# Liste der Geotope im Landkreis Ansbach
Diese Liste enthält die Geotope des mittelfränkischen Landkreises Ansbach in Bayern.
Die Liste enthält die amtlichen Bezeichnungen für Namen und Nummern des Bayerischen Landesamt für Umwelt (LfU) sowie deren geographische Lage. Diese Liste ist unvollständig. Im Geotopkataster Bayern sind etwa 3.400 Geotope (Stand März 2020) erfasst. Das LfU sieht einige Geotope nicht für die Veröffentlichung im Internet geeignet. Einige Objekte sind zum Beispiel nicht gefahrlos zugänglich oder dürfen aus anderen Gründen nur eingeschränkt betreten werden.
| Name                                                   | Bild           | Geotop ID | Gemeinde / Lage                   | Geologische Raumeinheit     | Beschreibung | Fläche m² / Ausdehnung m | Geologie                                                                          | Aufschlussart                  | Wert               | Schutzstatus                                                | Bemerkung                       |
| ------------------------------------------------------ | -------------- | --------- | --------------------------------- | --------------------------- | --- | ------------------------ | --------------------------------------------------------------------------------- | ------------------------------ | ------------------ | ----------------------------------------------------------- | ------------------------------- |
| Ehem. Steinbruch auf dem Hesselberg NE von Gerolfingen | weitere Bilder | 571A001   | Gerolfingen Position              | Südwestliche Albrandregion  | Der Steinbruch auf dem Hesselberg erschließt die Grenze zwischen Malm Gamma und Beta und ist reich an Fossilien. | 5000 100 × 50            | Typ: Schichtfolge, Tierische Fossilien Art: Kalkstein                             | Steinbruch                     | wertvoll           | Landschaftsschutzgebiet, FFH-Gebiet                         | Bayerns schönste Geotope Nr. 28 |
| Steinbruch NE von Wittelshofen                         |                | 571A002   | Wittelshofen Position             | Südwestliche Albrandregion  | Im Steinbruch ist die Schichtfolge Posidonienschiefer / Jurensismergel / Opalinuston aufgeschlossen. Der Aufschluss ist eingezäunt, um den Raubbau an Fossilien zu verhindern. Es sind Informationstafeln aufgestellt. Außerhalb des Zauns sind ebenfalls fossilreiche Posidonienschiefer-Bruchstücke zu finden.                                                              | 10000 200 × 50           | Typ: Schichtfolge, Tierische Fossilien Art: Tonstein                              | Lehmgrube/Tongrube/Mergelgrube | wertvoll           | Naturdenkmal, Landschaftsschutzgebiet                       |                                 |
| Ehemaliger Steinbruch SSE von Illenschwang             |                | 571A003   | Wittelshofen Position             | Südwestliche Albrandregion  | Ehemaliger Steinbruch am Rand einer Bauschuttdeponie, der die Grenze zwischen Arietensandstein und Angulatensandstein aufschließt. Der Angulatensandstein hier ist reich an rundgeformten Konkretionen, die lokal Schwedenkugeln genannt werden. | 1200 40 × 30             | Typ: Schichtfolge Art: Sandstein                                                  | Steinbruch                     | wertvoll           | Naturdenkmal                                                |                                 |
| Ehem. Steinbruch SE von Wilburgstetten                 |                | 571A004   | Weiltingen Position               | Südwestliche Albrandregion  | Ehemaliger Bruch im Arietensandstein, heute fast ganz verwachsen. | 10000 100 × 100          | Typ: Gesteinsart Art: Sandstein                                                   | Steinbruch                     | wertvoll           | Naturdenkmal                                                |                                 |
| Ehemalige Sandgrube NE von Winden                      |                | 571A005   | Leutershausen Position            | Sandsteinkeuperregion       | Ehemalige Sandgrube bei Winden, an deren Aufschlusswand sedimentäre Strukturen im Blasensandstein deutlich erkennbar sind. | 40 20 × 2                | Typ: Gesteinsart Art: Sandstein                                                   | Kiesgrube/Sandgrube            | bedeutend          | Landschaftsbestandteil, Landschaftsschutzgebiet, Naturpark  |                                 |
| Ehemaliger Steinbruch NW von Vorbach                   |                | 571A006   | Rothenburg ob der Tauber Position | Östliche Fränkische Platten | Der Steinbruch bei Vorbach ermöglicht einen Einblick in die Gesteinsabfolge des Oberen Muschelkalks am Übergang zur Quaderkalkfazies. | 15000 150 × 100          | Typ: Gesteinsart Art: Kalkstein                                                   | Steinbruch                     | wertvoll           | FFH-Gebiet, Vogelschutzgebiet, Naturpark                    |                                 |
| Gipsbruch SSE von Endsee                               | weitere Bilder | 571A007   | Steinsfeld Position               | Gipskeuperregion            | Im Gipsbruch sind die Unteren Myophorienschichten aufgeschlossen, er gehört zu den „100 Schönsten Geotopen Bayerns“. Über Grundgips (7 m) folgen Mergelbänke und Gipslagen. Haunschild beschrieb hier die Bleiglanzbank als hellgraue, fossilfreie Steinmergellage mit Kalkspatdrusen.                                                                                        | 16000 200 × 80           | Typ: Gesteinsart, Stollen, Karren/-felder, Falte/Mulde/Sattel Art: Gips, Tonstein | Steinbruch                     | bedeutend          | Landschaftsbestandteil, Landschaftsschutzgebiet, FFH-Gebiet | Bayerns schönste Geotope Nr. 10 |
| Mergelgrube N von Cadolzhofen                          |                | 571A008   | Windelsbach Position              | Gipskeuperregion            | In der Mergelgrube nördlich von Cadolzhofen sind Estherienschichten aufgeschlossen. Das Gestein besteht überwiegend aus dunkelgrauen Tonen und Mergeln mit weißen Gipsschnüren. | 3000 150 × 20            | Typ: Gesteinsart Art: Mergelstein                                                 | Lehmgrube/Tongrube/Mergelgrube | wertvoll           | Naturschutzgebiet, Landschaftsschutzgebiet, FFH-Gebiet      |                                 |
| Ehemalige Tongrube N von Burghausen                    |                | 571A009   | Windelsbach Position              | Gipskeuperregion            | In der ehemaligen Tongrube nördlich von Burghausen sind überwiegend graue bis grünschwarze Tonsteine und Mergel der Estherienschichten erschlossen. Im unteren Bereich sind gelegentlich Gipslagen eingeschaltet. | 3000 100 × 30            | Typ: Gesteinsart Art: Tonmergelstein                                              | Lehmgrube/Tongrube/Mergelgrube | bedeutend          | Landschaftsbestandteil, Landschaftsschutzgebiet, Naturpark  |                                 |
| Ehem. Tongrube NE von Bellershausen                    |                | 571A010   | Diebach Position                  | Gipskeuperregion            | In der Tongrube bei Bellershausen ist die Grenze zwischen Myophorien- und Estherienschichten aufgeschlossen. | 3000 100 × 30            | Typ: Schichtfolge Art: Tonstein                                                   | Lehmgrube/Tongrube/Mergelgrube | bedeutend          | Landschaftsschutzgebiet, Naturpark                          |                                 |
| Ehemalige Tongrube N von Gastenfelden                  |                | 571A011   | Buch am Wald Position             | Gipskeuperregion            | In der ehemaligen Tongrube bei Gastenfelden ist am Aufschluss in den Lehrberg-Schichten eine Abschiebung von ca. 150 cm zu erkennen. | 4000 200 × 20            | Typ: Gesteinsart, Störung Art: Tonmergelstein                                     | Hanganriss/Felswand            | wertvoll           | Naturschutzgebiet, Landschaftsschutzgebiet, FFH-Gebiet      |                                 |
| Straßenaufschluss N von Seitendorf                     |                | 571A012   | Heilsbronn Position               | Sandsteinkeuperregion       | Der Straßenaufschluss bei Seitendorf zeigt die Typlokalität der Seitendorfer Zwischenschichten. Laut Fuchs (1959) ist das eine Blasensandsteinfolge, in der Sandstein- und Lettenlagen sich abwechseln. | 150 50 × 3               | Typ: Standard-/Referenzprofil Art: Sandstein                                      | Böschung                       | wertvoll           | Naturdenkmal                                                |                                 |
| Ehemalige Mergelgrube SW von Auerbach                  |                | 571A013   | Colmberg Position                 | Sandsteinkeuperregion       | Im verwachsenen Teil der Mergelgrube von Auerbach war früher die „Frommetsfeldener Verwerfung“ aufgeschlossen, an der Lehrbergschichten an Schilfsandstein grenzen. Heute sind nur Lehrbergschichten erkennbar, 2010 war nur noch der nördliche Teil erhalten. Der Rest ist vollständig zugewachsen und teils rekultiviert.                                                   | 40 20 × 2                | Typ: Störung, Gesteinsart Art: Mergelstein                                        | Lehmgrube/Tongrube/Mergelgrube | wertvoll           | Naturdenkmal, Landschaftsschutzgebiet, Naturpark            |                                 |
| Ehemalige Sandgrube NE von Rühlingstetten              |                | 571A014   | Wilburgstetten Position           | Südwestliche Albrandregion  | Ehemalige Sandgrube bei Rühlingstetten, in der weiße bis rötliche, überwiegend unverfestigte Sandsteine mit kaolinisierten Feldspäten aus dem Oberen Burgsandstein aufgeschlossen sind. | 10000 100 × 100          | Typ: Gesteinsart Art: Sandstein                                                   | Hanganriss/Felswand            | bedeutend          | Naturdenkmal                                                |                                 |
| Schlucht SE von Schlierberg                            |                | 571A015   | Ehingen Position                  | Südwestliche Albrandregion  | Im Tälchen des Kesselbachs ist die komplette Schichtenfolge des Hettangium (Psilonatenschicht, Angulatensandstein) aufgeschlossen. Am oberen Bachlauf sind die Aufschlüsse gut erreichbar, aber teilweise von Schuttablagerungen bedeckt. Der untere Bachlauf ist stark zugewachsen. Ein Teil der Aufschlüsse ist fossilreich.                                                | 15000 150 × 100          | Typ: Gesteinsart, Bach-/Flusslauf Art: Sandstein                                  | Prallhang/Flussbett/Bachprofil | wertvoll           | Naturdenkmal                                                |                                 |
| Tongrube NNE von Schwand                               |                | 571A016   | Leutershausen Position            | Gipskeuperregion            | In der Tongrube bei Schwand sind die Lehrbergschichten aufgeschlossen. Sie sind hier bis zu 10 m mächtig, ihre Bänke auf bis zu 100 m Länge gut erkennbar. Die Grube wird von der Stadt Leutershausen genutzt. | 2000 100 × 20            | Typ: Gesteinsart Art: Mergelstein                                                 | Lehmgrube/Tongrube/Mergelgrube | wertvoll           | Landschaftsschutzgebiet, Naturpark                          |                                 |
| Blasensandstein-Aufschluss bei Rüdern                  |                | 571A017   | Dietenhofen Position              | Sandsteinkeuperregion       | Bei Rüdern ist schräggeschichteter Blasensandstein in Wechselfolge mit Tonsteinen aufgeschlossen. | 80 20 × 4                | Typ: Sedimentstrukturen, Gesteinsart Art: Sandstein, Tonstein                     | Böschung                       | wertvoll           | Naturpark                                                   |                                 |
| Doggeraufschluss am Hesselberg NW von Wittelshofen     |                | 571A018   | Gerolfingen Position              | Südwestliche Albrandregion  | Im mittleren Teil des geologischen Lehrpfades am Hesselberg erschließt ein kleiner Schurf den etwa 1 m mächtigen Kalksandstein des Dogger Gamma samt den über- und unterlagernden Schichten. Informationstafeln weisen auf die Fossilien im Kalksandstein hin. | 12 6 × 2                 | Typ: Schichtfolge Art: Sandstein, Mergelstein                                     | Schurf                         | wertvoll           | Landschaftsschutzgebiet, FFH-Gebiet                         |                                 |
| Burgsandstein-Aufschluss NE von Fürnheim               |                | 571A019   | Wassertrüdingen Position          | Südwestliche Albrandregion  | Am Aufschluss bei Fürnheim ist grobkörniger, schräggeschichteter Oberer Burgsandstein mit zahlreichen Tonsteingeröllen zu sehen. | 200 40 × 5               | Typ: Sedimentstrukturen, Gesteinsart Art: Sandstein, Kies                         | Böschung                       | wertvoll           | kein Schutzgebiet                                           |                                 |
| Straßenaufschluss SSE von Oberoestheim                 |                | 571A021   | Diebach Position                  | Gipskeuperregion            | Hohe Strassenböschung bei Oberoestheim, an der gipsführende Estherienschichten aufgeschlossen sind. Wegen des gegenüberliegenden Parkplatzes für guter Exkursionen gut erreichbar. | 250 50 × 5               | Typ: Gesteinsart Art: Mergel, Gips                                                | Böschung                       | wertvoll           | Landschaftsschutzgebiet, Naturpark                          |                                 |
| Gipskarstquelle Bodenloses Loch                        | weitere Bilder | 571Q002   | Diebach Position                  | Gipskeuperregion            | Die Karstquelle Bodenloses Loch SW von Unteroestheim liegt im Bereich des Grundgipses. Es handelt sich um einen etwa 15 m breiten Quelltopf mit einer Tiefe von ca. 6 m. | 300 20 × 15              | Typ: Verengungsquelle Art: Gips                                                   | kein Aufschluss                | wertvoll           | Naturdenkmal, Landschaftsschutzgebiet, Naturpark            | Bayerns schönste Geotope Nr. 40 |
| Hangrutsch W von Obergailnau                           | weitere Bilder | 571R002   | Wettringen Position               | Gipskeuperregion            | Im Februar 1958 kam es westlich von Obergailnau unterhalb des Schloßbergs zu einem Bergrutsch. Dabei rutschte eine etwa 120 m lange und 20 m breite Scholle aus Schilfsandstein ca. 10 m ab. Der Schilfsandstein ist stark geklüftet, weshalb versickerndes Wasser die darunterliegenden Estherien- und Myophorienschichten durchfeuchtete, die dann als Gleitfläche dienten. | 7500 150 × 50            | Typ: Rutschung, Gesteinsart Art: Tonstein                                         | Hanganriss/Felswand            | wertvoll           | Naturdenkmal, Landschaftsschutzgebiet, FFH-Gebiet           |                                 |
| Malmkalkscholle Turtelberg W von Ostheim               |                | 571R003   | Wassertrüdingen Position          | Südwestliche Albrandregion  | Markante kleine Kuppe westlich von Ostheim aus Malmkalk auf Bunter Brekzie. Die Kalkscholle wurde durch das Ries-Ereignis an diesen Ort geschleudert. | 400 20 × 20              | Typ: Auswurfmaterial (Impakt) Art: Kalkstein                                      | Hanganriss/Felswand            | besonders wertvoll | kein Schutzgebiet                                           |                                 |
| Doline N von Bettenfeld                                |                | 571R004   | Rothenburg ob der Tauber Position | Östliche Fränkische Platten | Ponordoline nördlich von Bettenfeld, die nur zeitweise aktiv ist. Sie befindet sich im Unteren Keuper, im Untergrund liegt verkarsteter Muschelkalk. | 80 10 × 8                | Typ: Doline Art: Tonstein, Kalkstein                                              | kein Aufschluss                | wertvoll           | Naturpark                                                   |                                 |